# Карпатська вулиця (Київ)
Карпа́тська ву́лиця — вулиця в Солом'янському районі міста Києва, місцевість Новокараваєві дачі. Пролягає від вулиці Августина Волошина до вулиці Героїв Севастополя.
Прилучаються вулиці Чернівецька, Івана Піддубного і Чернишевського.

## Історія
Вулиця утворилася в 40-ві роки XX століття під назвою 432-га Нова. Сучасна назва — з 1944 року.